# Бейвл, Ярослав
Ярослав Бейвл (чеш. Jaroslav Bejvl; 13 апреля 1941, Яновице-над-Углавоу, Протекторат Богемии и Моравии — 28 июня 2016) — чешский стеклодув, художник по стеклу, дизайнер и медальер.

## Биография
В 1960 году окончил Пражскую Школу прикладного искусства, два года спустя стал работать дизайнером на Чехословацком национальном предприятии стеклоизделий Lustry в Каменицки-Шенов.

## Творчество

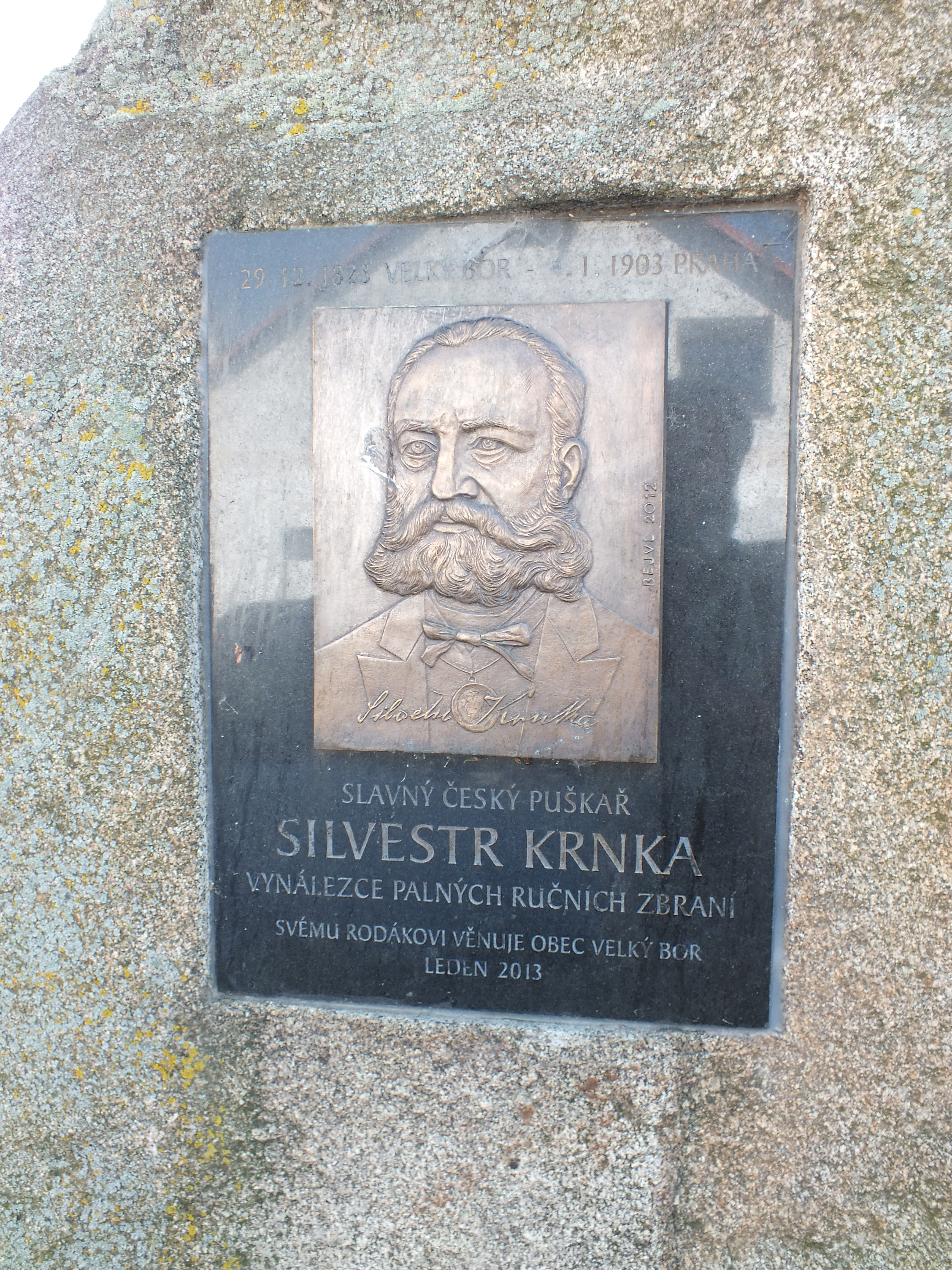
Памятная таблица конструктору оружия Сильвестру Крнке на родине в Вельки-Бор

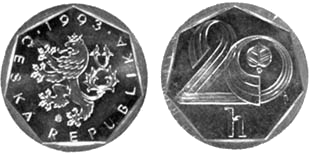
Монета достоинством 20 чешских геллеров 1993 года

Основное направление творчество — дизайн светильников.
Получил мировую известность своими изделиями по стеклу, отличающимися оригинальными световыми решениями. Создал ряд престижных работ, среди которых изделия для театра оперы в Тегеране, королевской резиденции в Эр-Рияде, Московского Кремля, Большой мечети в Абу-Даби, отелей «Ritz Carlton» в Сингапуре и Гонконге и другие.
Успешный медальер, чья карьера началась с конкурса на создание памятной медали к 100-летнему юбилею со дня смерти Яна Неруды в 1981 году. За 30 лет создал 360 гипсовых рисунков и 3 портретных памятных таблички. В числе созданных им: 21 серебряная памятная монета по заказу Чешского национальногом банка.
Регулярно привлекался к созданию эскизов медалей для Чешского монетного двора, среди его наиболее важных работ памятная медаль к 80-летию Чехословакии с изображение Т. Г. Масарика,
чешского короля Пржемысла Отакара I, золотая памятная медаль Св. Агнессы Чешской, серебряная медаль В. Буриан и другие.
Автор монеты достоинством 20 чешских геллеров 1993 года.

## Награды
- В 2014 года был награжден премией руководства Либерецкого края за многолетний вклад в создании художественных произведений из стекла и медалей.